# Solomon Bockarie
Solomon Bockarie (Makeni, 18 maggio 1987) è un velocista sierraleonese naturalizzato olandese.

## Biografia
Rappresenta la Sierra Leone sino al 21 maggio 2015, anno in cui avvia le pratiche per l'ottenimento della cittadinanza olandese.
Agli europei a squadre di Candia 2015 non supera le batterie dei 100 m ma ottiene un oro nella staffetta 4×100 m (39"23 con Churandy Martina, Hensley Paulina e Wouter Brus)
La rassegna olimpica di Rio de Janeiro 2016 lo vede impegnato nei 100 e 200 metri piani, oltre che nella staffetta 4×100 m, ma in tutte e tre le occasioni si deve fermare alle batterie.

## Progressione

### 100 metri piani
| Stagione | Risultato | Luogo     | Data      | Rank. Mond. |
| -------- | --------- | --------- | --------- | ----------- |
| 2017     | 10"55     | Turku     | 13-6-2017 |             |
| 2016     | 10"13     | Amsterdam | 7-7-2016  |             |
| 2015     | 10"29     | Amsterdam | 31-7-2015 |             |

### 200 metri piani
| Stagione | Risultato | Luogo     | Data      | Rank. Mond. |
| -------- | --------- | --------- | --------- | ----------- |
| 2017     | 20"87     | Hengelo   | 11-6-2017 |             |
| 2016     | 20"37     | Velenje   | 31-8-2016 |             |
| 2015     | 20"89     | Amsterdam | 1-8-2015  |             |
| 2013     | 21"32     | Courtrai  | 14-7-2013 |             |

## Palmarès
| Anno                                 | Manifestazione          | Sede           | Evento      | Risultato | Prestazione | Note                                     |
| ------------------------------------ | ----------------------- | -------------- | ----------- | --------- | ----------- | ---------------------------------------- |
| In rappresentanza della Sierra Leone |                         |                |             |           |             |                                          |
| 2014                                 | Mondiali indoor         | Sopot          | 60 m piani  | Batteria  | dns         |                                          |
| 2014                                 | Giochi del Commonwealth | Glasgow        | 100 m piani | Batteria  | 10"83       |                                          |
| 2014                                 | Giochi del Commonwealth | Glasgow        | 200 m piani | Batteria  | 21"45       |                                          |
| 2014                                 | Giochi del Commonwealth | Glasgow        | 4×100 m     | Batteria  | 40"55       |                                          |
| In rappresentanza dei Paesi Bassi    |                         |                |             |           |             |                                          |
| 2015                                 | Mondiali                | Pechino        | 4×100 m     | Batteria  | 38"41       | Miglior prestazione personale stagionale |
| 2016                                 | Europei                 | Amsterdam      | 100 m piani | 7º        | 10"25       |                                          |
| 2016                                 | Europei                 | Amsterdam      | 200 m piani | 4º        | 20"56       |                                          |
| 2016                                 | Europei                 | Amsterdam      | 4×100 m     | 4º        | 38"57       |                                          |
| 2016                                 | Giochi olimpici         | Rio de Janeiro | 100 m piani | Batteria  | 10"36       |                                          |
| 2016                                 | Giochi olimpici         | Rio de Janeiro | 200 m piani | Batteria  | 20"42       | Miglior prestazione personale stagionale |
| 2016                                 | Giochi olimpici         | Rio de Janeiro | 4×100 m     | Batteria  | 38"53       |                                          |
| 2017                                 | World Relays            | Nassau         | 4×100 m     | Finale    | dnf         |                                          |
| 2018                                 | Europei                 | Berlino        | 200 m piani | 8º        | 20"39       | Miglior prestazione personale stagionale |